# A History of Russia: Medieval, Modern and Contemporary
A History of Russia: Medieval, Modern and Contemporary (с англ. — «История России: средневековая, новая и современная») — монография английского историка, почётного профессора истории Абердинского университета доктора философии (PhD) по истории П. Дьюкса, изданная в 1974 году. Переиздавалась с дополнениями и уточнениями в 1990 и 1998 годах.

## История
Первое издание книги вышло в 1974 году и охватывало период истории России с образования Киевской Руси по 1970-е годы советских времён. Разделена на три основные части: «Средневековая Россия: от Киева до Москвы» (882—1645), «Новая Россия: Царская империя» (1645—1917) и «Современная Россия: СССР и после» (1917—1970-е). Каждая часть включает в себя краткое введение, а затем следует трёхстороннее разделение на политические, экономические и культурные подразделы.
Значительное участие в составлении первого издания принимал профессор русских исследований Манчестерского университета Б. Холлингсворт. Также консультативную и другую помощь в написании «Истории России…» Дьюксу оказали Р. Маккей, Р. Грант, Д. Лонгли (по Русской революции); сотрудники исторического факультета, библиотеки Королевского колледжа и другие сотрудники Абердинского университета — Р. Бриджес, Д. Хиден, Ж. Хьюберт, Л. Макфарлейн, Д. МоХанд и Б. Скотт; а также все сотрудники Русского отдела — Д. Форсайт, Р. Халлетт, Д. Мюррей, Д. Ньюкомб, К. Швенке, М. Карр, Л. Финдли, Э. Гордон, К. Маклауд и Э. Мюррей. Карты созданы Л. Маклином.
В 1990 году вышло второе издание книги, в которую были включены две новые главы, посвящённые периоду с 1964 по 1985 год (период застоя), и плюс глава, в которой анализируется развитие событий в СССР после 1985 года. Кроме этого, в свете текущих на тот момент новых результатов исследований было пересмотрено и обновлено содержание предыдущих частей монографии.
Консультативную помощь во втором издании «Истории России…» Дьюксу оказали старший преподаватель Школы славянских и восточноевропейских исследований при Университетском колледже Лондона Л. Хьюз, профессор средневековой истории Чикагского университета Р. Бартлетт и профессор истории России колледжа Святого Антония Оксфордского университета Б. Сервис, а также другие представители школы славянских и восточноевропейских исследований, такие как С. Франклин (Глава 1. «Строительство и крушение Киева, 882—1240»), Д. Лонгли (глава 2 «Завоевание и разрозненность, 1240—1462»), Д. Сондерс (главы 7 «Русский национализм, 1801—1855» и 8 «Эмансипация и после, 1855—1894»), П. Гатрелл (экономические разделы глав 8 «Эмансипация и после, 1855—1894» и 9 «Русский империализм, 1894—1917»), Р. Пирсон (главы 9 «Русский Империализм, 1894—1917» и 10 «Русская революция, 1917—1921»), Б. Дэвис (главы 11 «Объединение Советского Союза, 1917—1929» и 12 «Строительство советского социализма, 1929—1941»), Д. Кип (главы 15 «Стабильность и расслабление, 1964—1975», 16 «Застой и напряжение, 1975—1985» и 17 «Реформа или крушение? 1985—»). Значительный вклад в завершение проекта внесли Э. Гордон и М. Бьюкен с исторического факультета, а также сотрудники офиса факультета искусств.
Третье издание книги вышло в 1998 году. В нём ещё рассматриваются времена правления М. С. Горбачёва и Б. Н. Ельцина, а также включена глава «Пределы российской истории, 1996—».
Значительную помощь в подборе литературы Дьюксу оказали Р. Скривенс из библиотеки Кембриджского университета и Д. Шоу из Бирмингемского университета. Также в подготовке текста помощь оказали Б. Дэвис и С. Дэвис из Бирмингемского университета, Д. Эриксон из Эдинбургского университета и С. Уайт из Университета Глазго, а также учёные из России.

## Издания
- A History of Russia: Medieval, Modern and Contemporary. — McGraw-Hill Book Company, 1974. — xi, 361 p. — ISBN 0-07-018032-6.
- A History of Russia: Medieval, Modern, Contemporary. — 2nd Revised Ed. — Macmillan, 1990. — xii, 425 p. — ISBN 0-333-43357-2.
- A History of Russia: Medieval, Modern, Contemporary: c. 882—1996. — 3rd Ed. — Palgrave Macmillan, 1998. — xiv, 430 p. — ISBN 978-0-333-66067-6. — ISBN 978-1-349-26080-5 (eBook).

## Рецензии
- Davison R. M. Paul Dukes, A History of Russia: Medieval, Modern, Contemporary, Durham, Duke University Press, 1991, xii + 425 pp. (англ.) // Studies in East European Thought. — Springer Science+Business Media, 1993. — Vol. 45, no. 3. — P. 217—218. — ISSN 1573-0948. — JSTOR 20099511.
- Madariaga I. de. History of Russia: Medieval, Modern and Contemporary. By Paul Dukes. Lon don: Macmillan. 1974. xi + 361 pp.; Russia under the Old Regime. By Richard Pipes. London: Weidenfeld and Nicolson. 1974. xxii + 361 (англ.) // History: The Journal of the Historical Association. — Wiley, 1976. — Vol. 61, no. 201. — P. 89—91. — ISSN 1468-229X. — JSTOR 24409587.
- McKenzie K. E. A History of Russia: Medieval, Modern and Contemporary. By Paul Dukes. New York: McGraw-Hill, 1974. xi, 361 pp. (англ.) // Slavic Review. — AAASS, 1976. — Vol. 35, iss. 1. — P. 122. — ISSN 0037-6779.
- Waddington P. Paul Dukes. A History of Russia: Medieval, Modern, Contemporary. Macmillan. London. 1974. xi + 361 (англ.) // New Zealand Slavonic Journal. — Australia and New Zealand Slavists’ Association, 1976. — No. 2. — P. 112—114. — ISSN 0028-8683. — JSTOR 40921015.
- West D. A. A History of Russia: Medieval, Modern, Contemporary. Paul Dukes. New York: McGraw-Hill, 1974. xi, 361 pp. (англ.) // Canadian Slavonic Papers. — Taylor & Francis, 1977. — Vol. 19, no. 3. — P. 367—368. — ISSN 2375-2475. — JSTOR 40867187.
- White S. Dukes, Paul. A History of Russia: Medieval, Modern, Contemporary, second edition (англ.) // Scottish Slavonic Review. — Department of Slavonic Languages and Literatures, 1991. — No. 17. — P. 188. — ISSN 0265-3273.